# Nosferatu – Phantom der Nacht
Nosferatu – Phantom der Nacht ist ein deutsch-französischer Horrorfilm von Werner Herzog aus dem Dracula-Stoff. Er gilt als Hommage an Friedrich Wilhelm Murnaus Stummfilm Nosferatu – Eine Symphonie des Grauens.

## Handlung
Jonathan Harker, der mit seiner Frau Lucy im Wismar des 19. Jahrhunderts lebt, wird beauftragt, nach Transsilvanien zu reisen, um mit Graf Dracula über den Verkauf eines Hauses zu verhandeln. In der Nähe des Schlosses lebende Leute warnen ihn vor dem Grafen und weigern sich, Harker bei seiner Weiterreise zu helfen, sodass er allein und zu Fuß zum Schloss geht. Dort wird er von Graf Dracula empfangen und bewirtet. Ohne den Vertragstext gelesen zu haben, unterzeichnet Dracula, nachdem er ein Bildnis von Harkers Frau Lucy gesehen hat. In der kommenden Nacht wird Harker von Dracula heimgesucht und gebissen. Der Vampir reist nun per Schiff, unerkannt und versteckt in einem schwarzen Sarg, nach Wismar. Der schwer erkrankte und bleicher werdende Harker kehrt ebenfalls in seine Heimatstadt zurück, allerdings auf dem Landweg.
Als das Schiff in Wismar anlegt, ist die gesamte Besatzung tot; nur Ratten scheinen auf dem Schiff zu leben. In der Stadt breitet sich nun die Pest aus. Als Harker die Stadt erreicht, erkennt er in seinem fiebrigen Zustand seine Frau nicht mehr. Lucy liest sein Tagebuch und sein mitgeführtes Buch über den Untoten Nosferatu; sie versucht sodann, Doktor van Helsing zu überzeugen, dass der nachts umherschleichende Dracula die Ursache der Seuche ist. Als dieser den vermeintlichen Aberglauben ablehnt, fasst sie den Entschluss, Dracula selbst zu töten, indem sie ihn bis zum Morgengrauen bei sich hält (Filmzitat von Lucy Harker: „Wenn ihn eine Frau reinen Herzens den Hahnenschrei versäumen lässt, tötet ihn das Licht des Tages“). Tatsächlich verpasst der Vampir den Morgen und sinkt, vom ersten Sonnenstrahl getroffen, in sich zusammen. Doktor van Helsing, der die gebissene, tote Lucy entdeckt, erkennt seinen Irrtum und tötet Dracula endgültig, indem er ihm einen Holzpfahl durchs Herz treibt. Jonathan Harker, dessen Verwandlung in einen Vampir inzwischen abgeschlossen ist, lässt van Helsing verhaften und reitet davon.

## Hintergrund

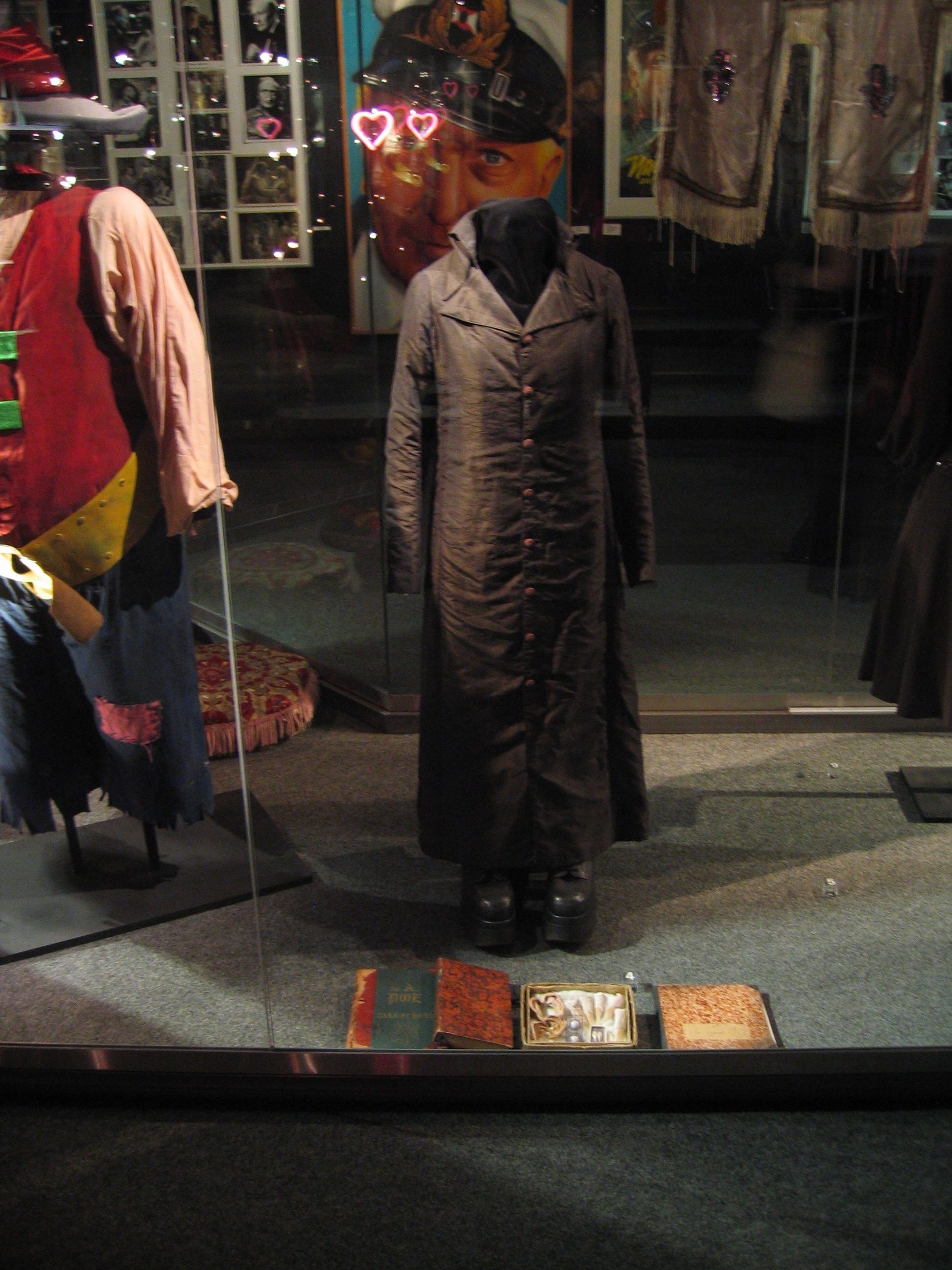
Mantel und Schuhwerk des Nosferatu, Filmmuseum Düsseldorf

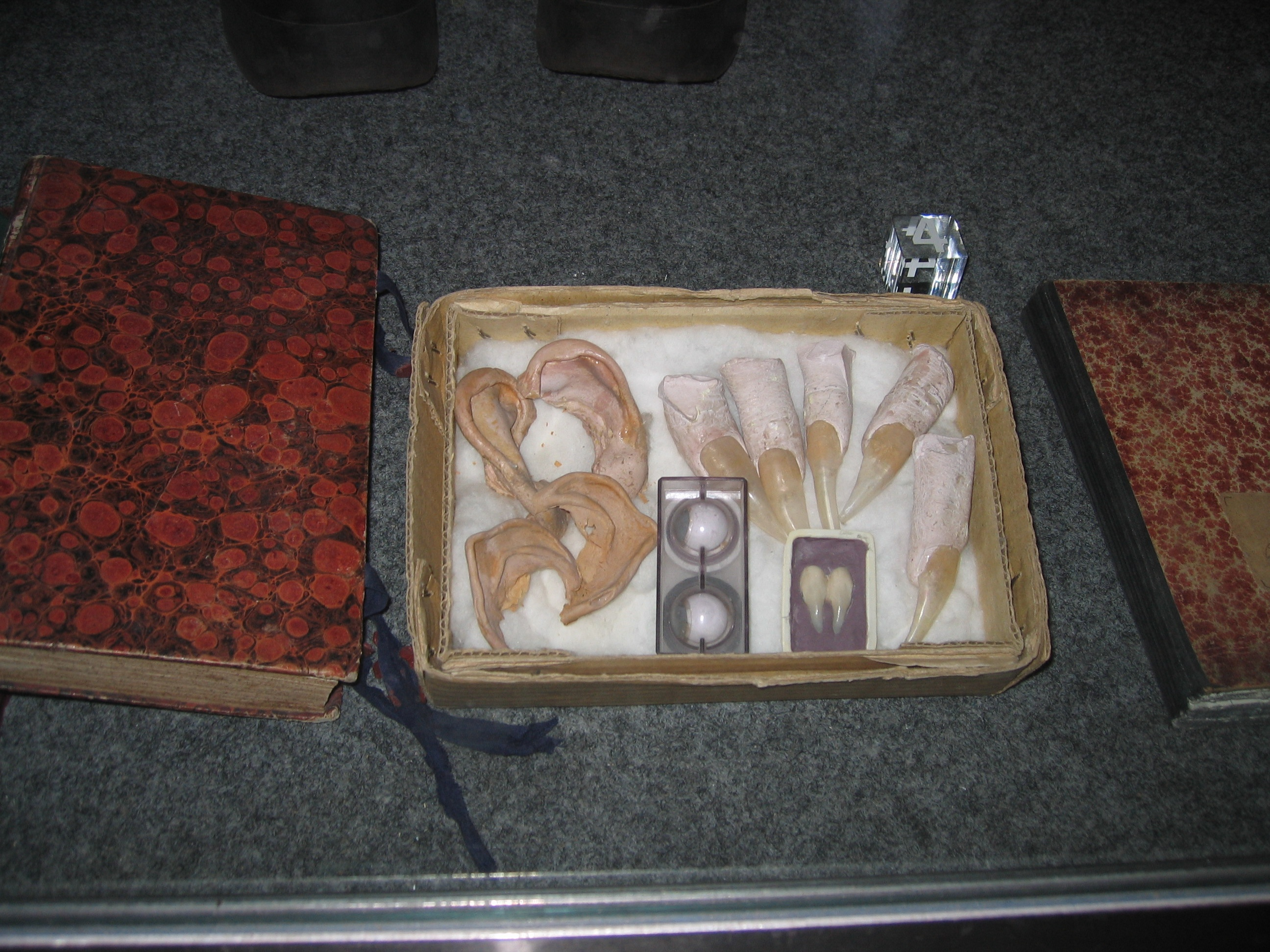
Ohren, Finger und Zähne des Nosferatu, Filmmuseum Düsseldorf

Der Film ist die zweite Zusammenarbeit Werner Herzogs mit dem Schauspieler Klaus Kinski, die insgesamt fünf Filme miteinander realisierten. Herzog orientierte sich an Friedrich Murnaus Original. Auch wenn er die Namen des Stoker-Romans verwendet, zitiert er die Charaktere Murnaus fast unverändert. Ausstattung und Kameraeinstellung sind in vielen Szenen mit der Murnaus identisch. Über seinen Horrorfilm erklärt Herzog im Audiokommentar der DVD Nosferatu – Phantom der Nacht: „Wie der Vampir seine Hände hält, das ist fast identisch übernommen, es gibt so ein paar ganz direkte Anklänge an Murnau […] Ich würde nicht sagen, dass es ein Remake ist. Es ist eine Hommage an Murnau, der eben für mich viel wichtiger war zum Beispiel als Fritz Lang.“ In seinem Film zeichnet Herzog die Figur Nosferatu als leidende Kreatur, die nicht lieben kann, nicht geliebt wird und der zwischenmenschliche Gefühle fremd sind. Außerdem bekümmert es den Grafen, weder altern noch sterben zu können (Filmzitat von Nosferatu: „Ich liebe die Dunkelheit und die Schatten, wo ich mit meinen Gedanken allein sein kann. Ich stamme aus einem alten Geschlecht. Zeit, das ist ein Abgrund 1000 Nächte tief. Jahrhunderte kommen und gehen. Nicht altern können, ist furchtbar. Der Tod ist nicht alles, es gibt viel Schlimmeres. Können Sie sich vorstellen, dass man Jahrhunderte überdauert und jeden Tag dieselben Nichtigkeiten miterlebt?“). Das Motiv der sich ausbreitenden Pest wird hervorgehoben. Auch die Anleihen aus wissenschaftlichen Filmen werden übernommen: Während Murnau mikroskopische Aufnahmen zeigt, präsentiert Herzog Zeitlupenaufnahmen des Fledermausfluges. Das Budget für den Film betrug 2,5 Millionen D-Mark. Als der Film auf DVD in den USA veröffentlicht wurde, entwickelte er sich in den Vereinigten Staaten mit über 300.000 verkauften Exemplaren innerhalb weniger Wochen zu einem großen kommerziellen Erfolg. Auf DVD nahm zudem ein sehr junges Publikum den Herzog-Film Nosferatu interessiert auf.
Wie im Murnau-Film oder in dem 1992 erschienenen Horrorfilm Bram Stoker’s Dracula von Francis Ford Coppola mit  Gary Oldman als Graf Dracula spielt der Werner-Herzog-Film ebenfalls mit Licht und Schatten, indem etwa Klaus Kinski in einer dunklen Gasse als kleine Person einen riesigen gespenstischen Schatten an eine Hausfassade wirft, wie man in der Filmminute 1:10:56 sehen kann. Herzog löst sich erst am Ende des Filmes von Murnau und Stoker, indem er seinem Film ein eigenes, pessimistisches Ende gibt. Lucy Harker besiegt den Vampir ebenso, wie es bei Murnau der Fall war, aber das „Virus“ Vampirismus überlebt im gebissenen Jonathan Harker, der zum neuen Nosferatu wird.
Bei keinem anderen ist der Vampir so übermächtig wie bei Herzog. Sein Biss allein reicht zur Infektion und damit zur Verbreitung der Seuche, der Pest, die Herzog mit einer Unzahl von Ratten noch eindrucksvoller darstellt, als dies Murnau möglich war. Während der Handlung gelangt eine wuselige Horde von Ratten über das Schiff von Nosferatu in die Stadt Wismar. In einer Szene, in der das transsilvanische Schiff für die Reise nach Wismar beladen wird, sieht man Werner Herzog als weiß gekleideten Arbeiter, der mit Händen und Füßen die Erde im Sarg mit den Ratten umgräbt, da sich keiner der Statisten traute, den Ratten körperlich nahezukommen. Beim Umgang mit den Ratten sei Herzog oft gebissen worden, wodurch der Filmemacher einige Wunden davontrug. In seiner Rolle als Vampir besitzt der Darsteller Klaus Kinski, vergleichbar mit der von Friedrich Wilhelm Murnau entworfenen Nosferatu-Figur von 1922, zwei spitze Hauer als Schneidezähne und nicht wie bei herkömmlichen Vampir-Filmen zwei spitze Eckzähne wie in dem Film Dracula mit Christopher Lee von 1958. In Nosferatu von Werner Herzog kommt lediglich in drei Szenen ein wenig Kunstblut zum Einsatz, an der Stelle, wenn Jonathan Harker, gespielt von Bruno Ganz, gemeinsam mit Klaus Kinski als Nosferatu zu Abend isst und sich versehentlich mit dem Brotmesser in den linken Daumen schneidet. Im letzten Drittel des Films sieht man Martje Grohmann, mit der Werner Herzog von 1967 bis 1985 verheiratet war, als tote Frau, der Nosferatu in den Hals gebissen hat, in einem Zimmer auf dem Boden liegen, mit blutenden Bisswunden am Hals. Am Ende des Films, wenn der Arzt Dr. van Helsing, verkörpert von Walter Ladengast, mit einem Holzpflock den Vampir Nosferatu tötet, ist hinterher der Pflock mit Blut verschmiert.
In Bezug auf die Gestaltung des Szenenbilds studierte Werner Herzog die Gemälde des Malers Georges de la Tour, um Inspiration zu gewinnen für die Inszenierung von dunklen Räumen, die lediglich schummrig von brennenden Kerzen beleuchtet werden. Dabei half ihm sein Kameramann Jörg Schmidt-Reitwein mit dessen Erfahrung im kontrastreichen Abfilmen von Licht und Dunkelheit. Die Maske, bestehend aus den Spitzzähnen, den langen Ohren aus Latex und der bleichen Haut, brachte die japanische Make-up-Künstlerin und Visagistin Reiko Kruk im Gesicht von Klaus Kinski an, der in einer vierstündigen Sitzung dieses Prozedere geduldig über sich ergehen ließ. Als Kostümbildnerin arbeitete Gisela Storch an dem Film mit.
Der Film wurde stellenweise zweisprachig (englisch und deutsch) gedreht. Primärsprache war jedoch Englisch, so dass besonders aufwendige Szenen, Dialoge mit Darstellern, die weder englisch noch deutsch sprechen konnten, und Szenen, in denen die Originalsprache nicht sofort ersichtlich ist (z. B. weite Kameraentfernung) nachsynchronisiert wurden. Einige Darsteller mussten aufgrund ihres Akzents auch in der englischen Fassung nachsynchronisiert werden. Isabelle Adjani konnte wegen ihrer deutschen Mutter ihren Text ebenfalls auf Deutsch sprechen, musste in der endgültigen deutschen Fassung aber wegen ihres Akzents synchronisiert werden. Auch Details wie Jonathans Tagebuch wurden in den beiden Fassungen berücksichtigt. Die englische Fassung wurde ursprünglich gekürzt, ist aber auf DVD wieder komplett enthalten. Die Leistung mancher Darsteller soll in der englischen Version schlechter sein als in ihrer Muttersprache. Die deutsche Version lief auch in den USA mit Untertiteln im Kino und ist auf der britischen Doppel-DVD von Anchor Bay enthalten.
Neben Kinski ist ein weiterer legendärer Dracula-Darsteller an Herzogs Nosferatu beteiligt, zumindest in der italienischen Synchronfassung: In ihr leiht Arturo Dominici dem Darsteller des Professors van Helsing, Walter Ladengast, seine Stimme. Dominici spielte den Dracula-Javutich in Mario Bavas Horrorfilmklassiker La maschera del demonio (Die Stunde, wenn Dracula kommt) aus dem Jahr 1960.
Als Filmmusik erklingen zur Handlung neben der orientalisch schwirrenden Weltmusik des Komponisten Florian Fricke von der Krautrock-Band Popol Vuh klassische Werke: Es sind Passagen aus dem Sanctus der Cäcilienmesse von Charles Gounod und Passagen aus Richard Wagners Oper Das Rheingold zu hören. Ebenso fand Zinskaro des Gordela Vokal Ensembles Verwendung im Soundtrack.
Die wortlosen Szenen zu Anfang des Spielfilms bestehen aus morbiden Bildern von vertrockneten und zerfallenen Mumien aus dem Museum Museo de las Momias in der zentralmexikanischen Stadt Guanajuato; in dieser Stadt hatte sich Werner Herzog in den 1960er Jahren als junger Student einige Zeit lang aufgehalten. Der Film Nosferatu – Phantom der Nacht war eine Koproduktion zwischen der Werner Herzog Filmproduktion, der französischen Produktionsfirma Gaumont und dem deutschen Fernsehsender ZDF. Den Verleih des Films übernahm 20th Century Fox.
In einer Szene seilt sich der Darsteller Bruno Ganz in seiner Rolle als Jonathan Harker in der Burg von Nosferatu bei Dunkelheit aus einem offenen Fenster mit aneinandergeknoteten weißen Bettlaken ab und lässt sich dann aus mehreren Metern Höhe in die Tiefe fallen. Diese Handlung führte kein professioneller Stuntman aus, sondern der Schauspieler Ganz auf persönlichen Wunsch selbst. Fünf Tage nach Ende der Dreharbeiten begann Werner Herzog bereits die Dreharbeiten an seinem nächsten Filmprojekt, Woyzeck, mit den Schauspielern Klaus Kinski und Eva Mattes in den Hauptrollen.
Im Jahre 1988 erschien eine Fortsetzung als italienischer Horrorfilm mit dem Titel Vampire in Venice, erneut mit Klaus Kinski als Hauptdarsteller, jedoch realisiert von dem Regisseur Augusto Caminito.

## Drehorte

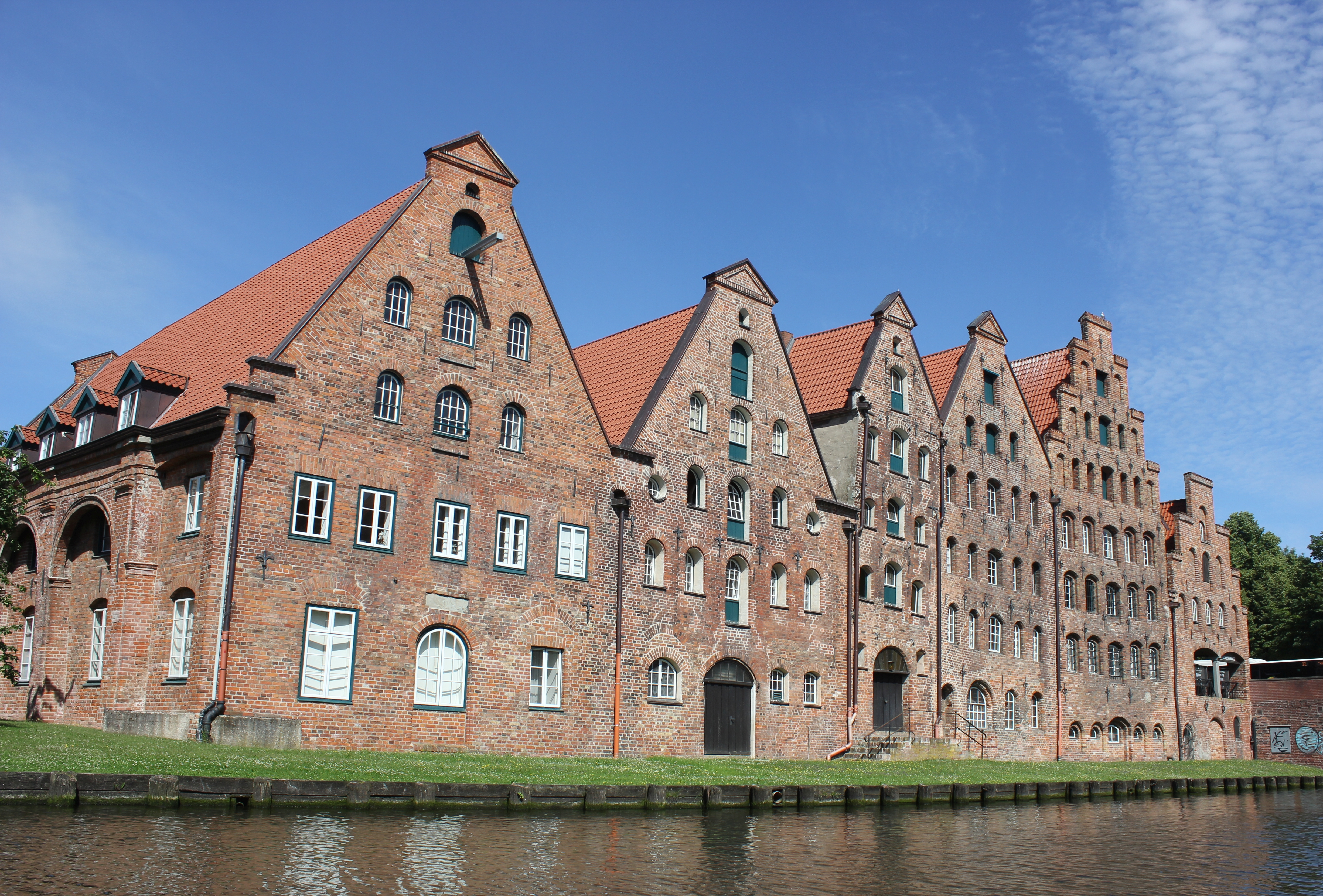
Lübecker Salzspeicher als Draculas Wohnhaus in Wismar

Da Herzog nicht in dem zur DDR gehörenden Wismar drehen konnte, wählte er als Drehorte die holländische Vermeer-Stadt Delft und Schiedam, die Partnachklamm bei Garmisch-Partenkirchen, landschaftliche Kulissen in der Slowakei, etwa die Hohe Tatra, sowie die Burg Pernštejn in Mähren und die Salzspeicher in Lübeck aus, die auch schon in Murnaus Nosferatuverfilmung als Kulisse für das Haus gedient hatten, das der Vampir in Wismar mietet. Die Eingangssequenz wurde im Museo de las Momias de Guanajuato, dem Museum der Mumien von Guanajuato, in Mexiko gedreht.

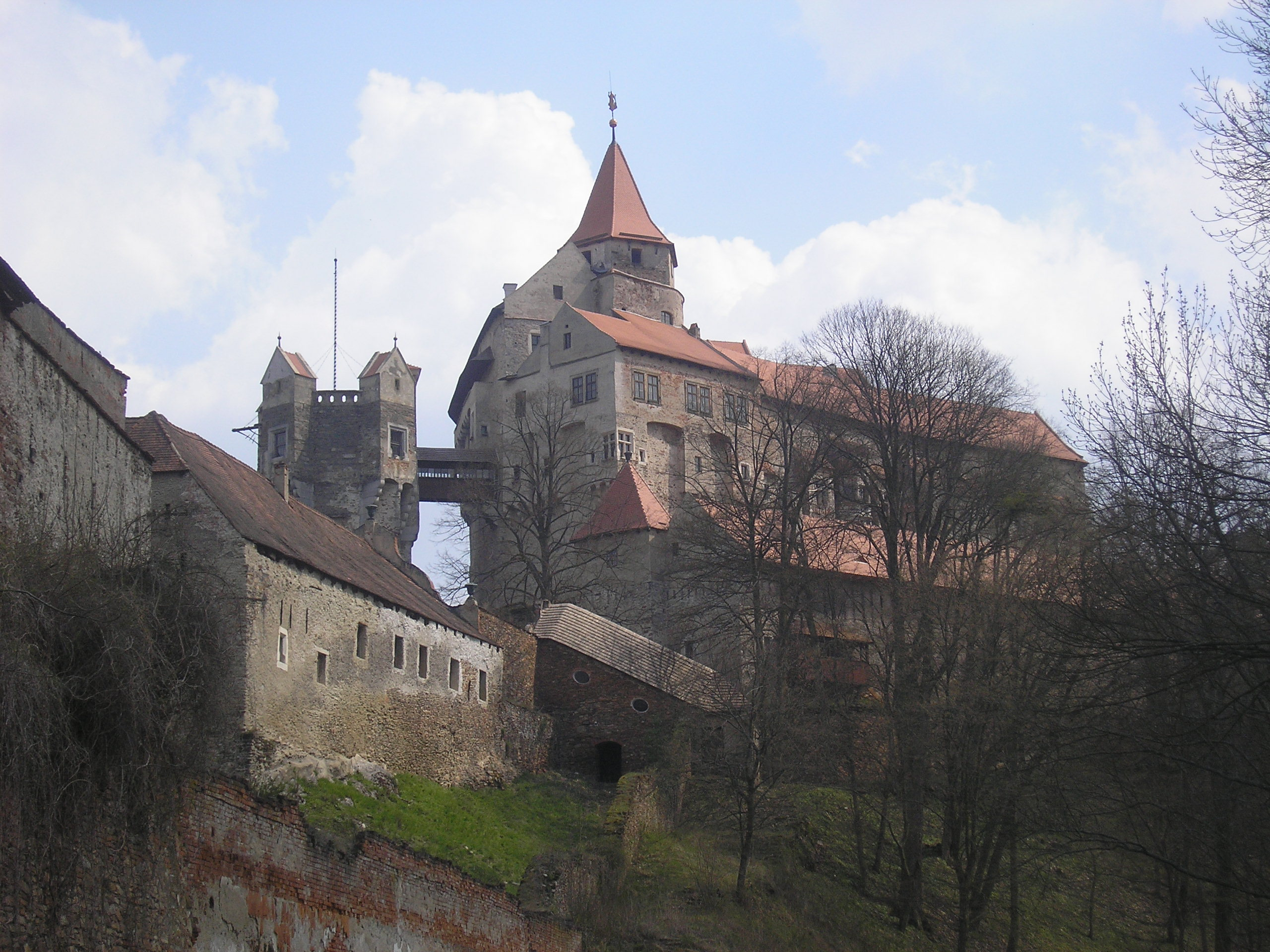
Burg Pernštejn als Draculas Stammschloss
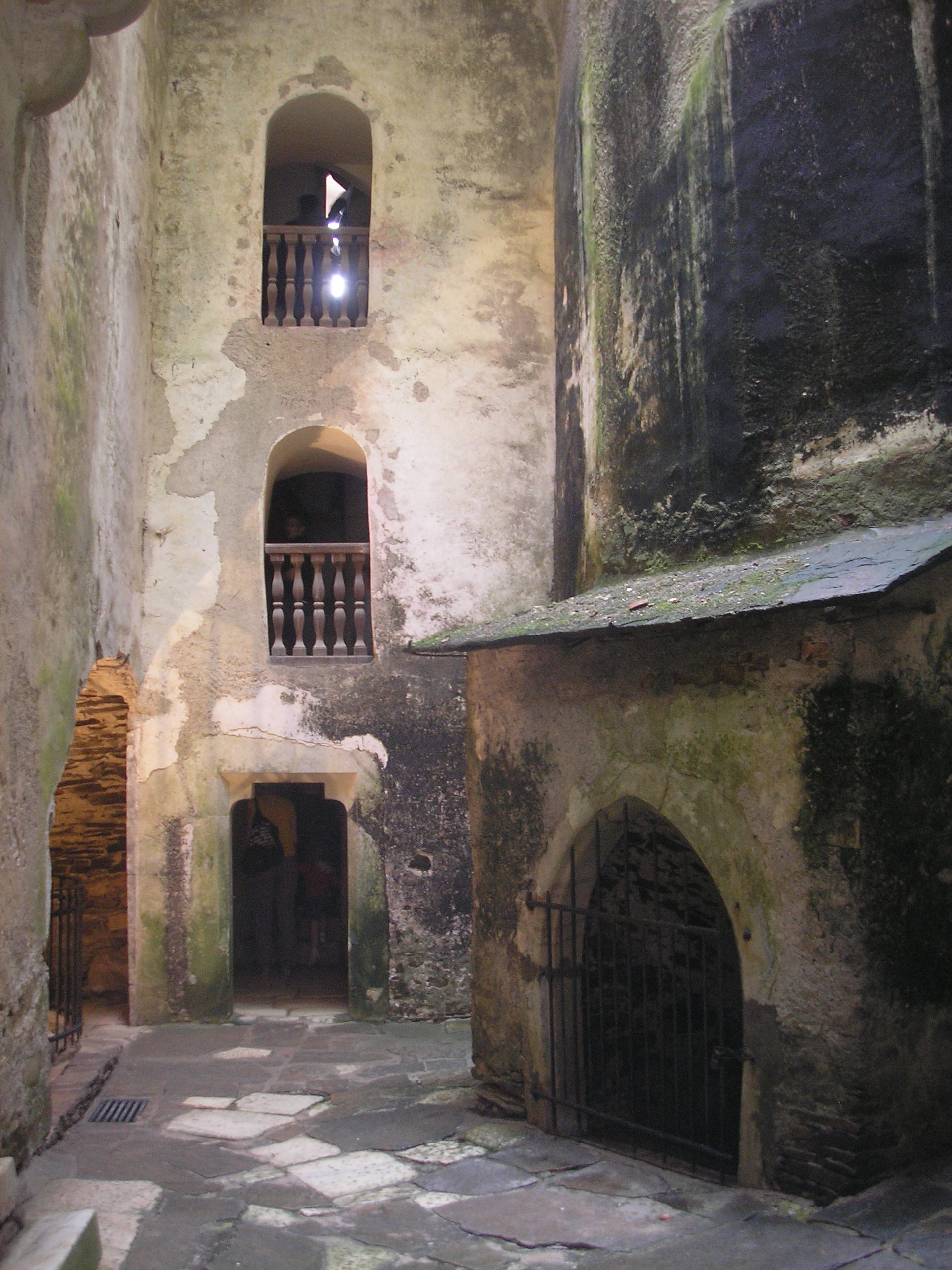
Hof des Burgpalastes der Burg Pernštejn, rechts der Eingang zu Draculas Krypta im Film
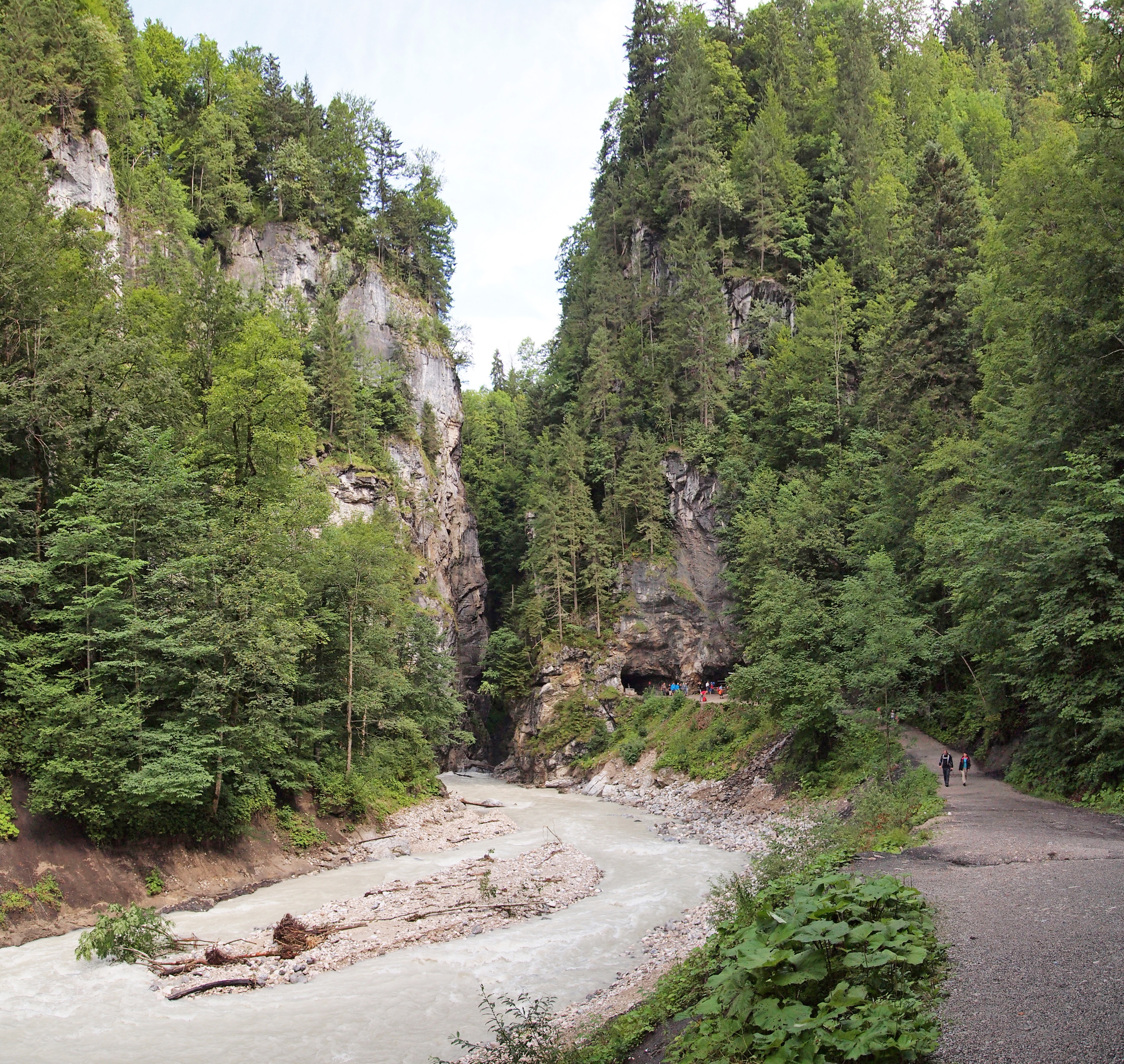
Partnach bei Garmisch-Partenkirchen, an der Harkers Reise nach Transsylvanien gefilmt wurde
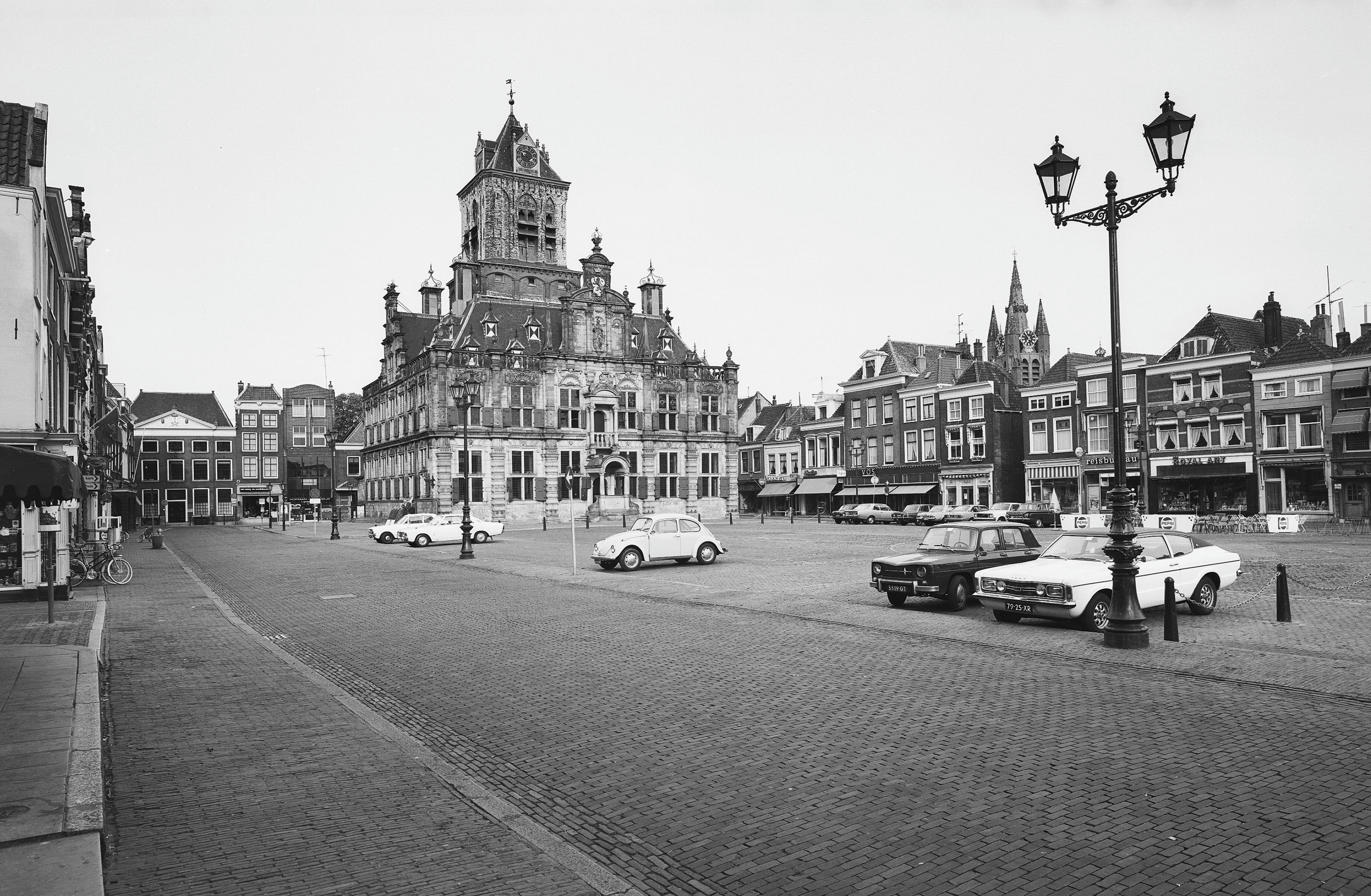
Delfter Rathaus am Markt als Wismarer Stadtzentrum (Aufnahme von 1975)
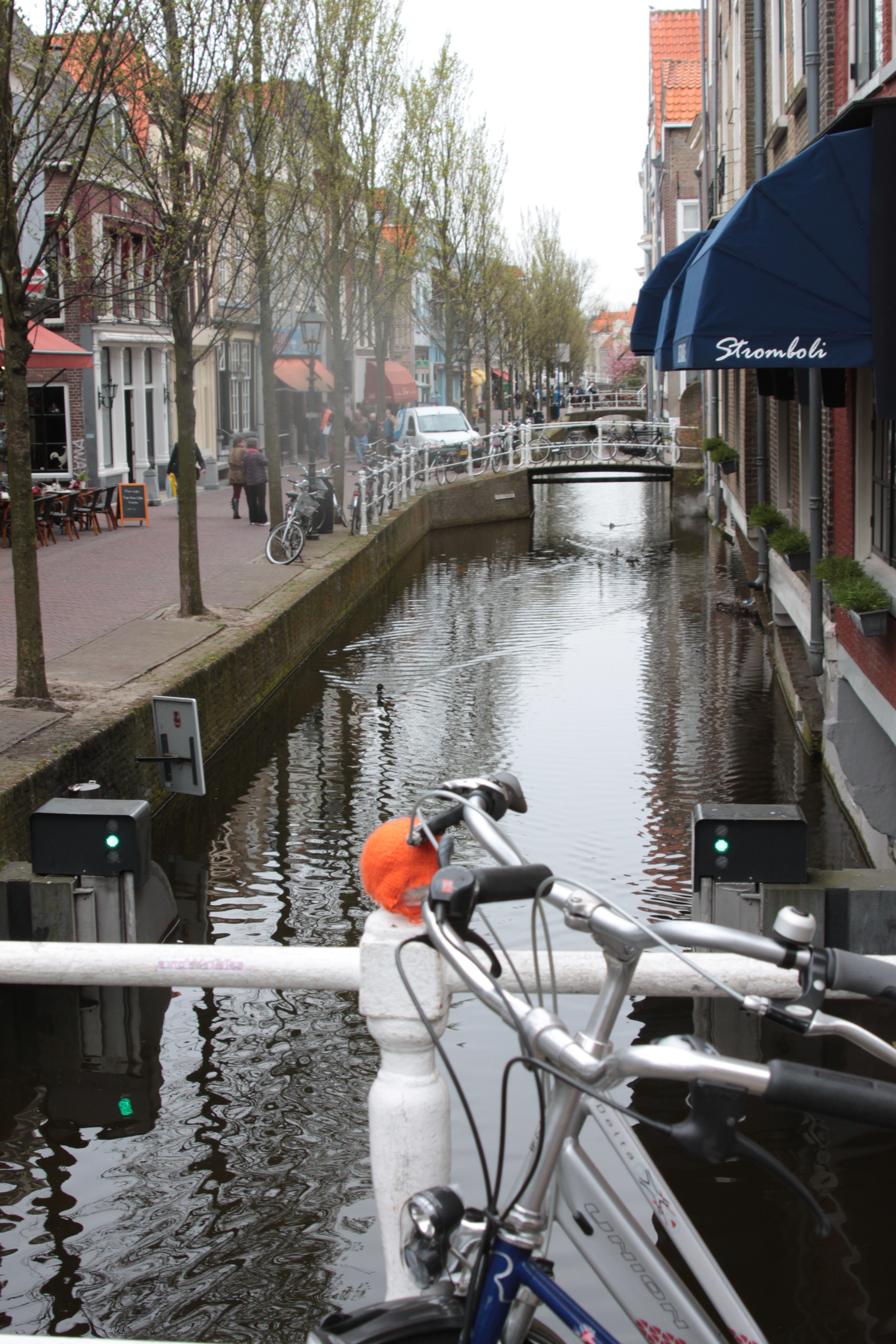
Voldersgracht in Delft als Wismar (Aufnahme von 2013)
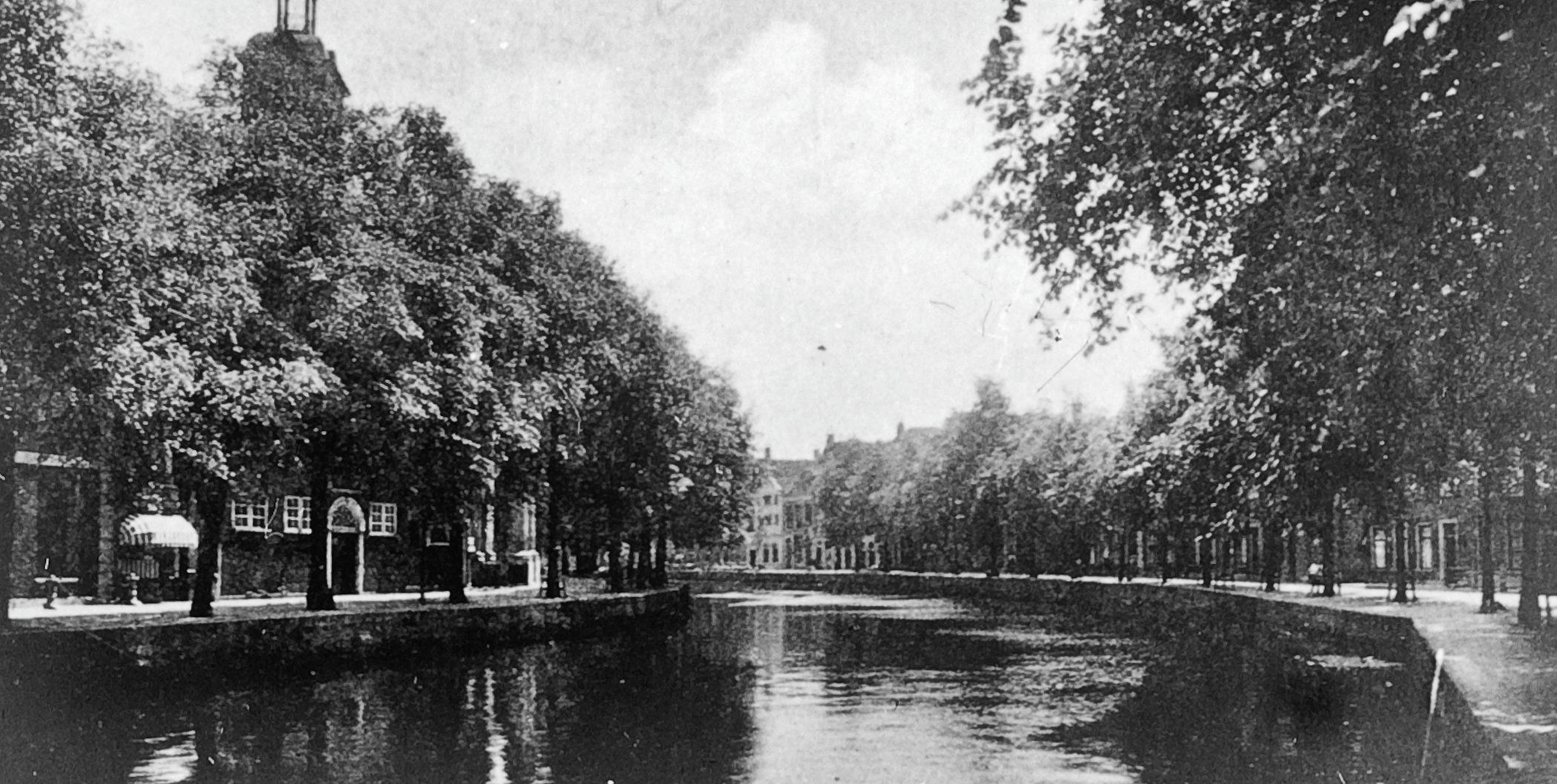
Nieuwe Haven von Schiedam als Wismarer Hafen (Aufnahme von 1942)

## Auszeichnungen
- Deutscher Filmpreis: Filmband in Gold für Klaus Kinski (1979)
- Die Deutsche Film- und Medienbewertung FBW in Wiesbaden verlieh dem Film das Prädikat besonders wertvoll.

## Kritiken
Neben den Leistungen der Hauptdarsteller, allen voran Kinski, wurde vor allem die surreal-gespenstische Atmosphäre des Films gelobt. Dazu zählen neben den Szenen im Schloss die Einstellungen zur Pest – die allgegenwärtigen Ratten und Särge in der verlassenen Stadt – und die beiden Szenen, in denen Lucy und Dracula direkt aufeinandertreffen. Diese beiden Szenen sind genaue Murnau-Zitate; es wird gerätselt, ob sogar ein Fehler (der Vampir ist einmal kurz im Spiegel zu sehen) beabsichtigt war, weil er im Original auch auftritt.

„‚[…] in wunderschöne, fiebrige Bilder umgesetzt; manchmal allzu poesietrunken, meist genial metaphorisierend. Kinski faszinierend in der Titelrolle.‘ (Wertung: sehr gut)“

„Trotz der Qualitäten, die Lotte Eisner ihm – vor allem aber seinem Regisseur – bescheinigt, muß ‚Nosferatu – Phantom der Nacht‘ als Fehlschlag gewertet werden. Anstatt seinen eigenen ‚Nosferatu‘ zu drehen, hat Herzog Murnaus Film mit Farbe, einer Tonspur und neuen Darstellern ausgestattet – fast schon eine barbarische, sicherlich aber eine anmaßende Methode. […] Klaus Kinski hat als Dracula einige unfreiwillig komische Dialogstellen und ist – im Gegensatz zu dem eher rätselumwobenen Max Schreck im Jahr 1922 – einfach zu populär für diese Gestalt, die ohne das Anonyme, Unfaßbare und Überirdische, das von ihr in Murnaus Film ausgeht, den größten Teil seiner [sic!] potentiellen Wirkung eingebüßt.“

„Beeindruckende, wenn auch umstrittene Neuverfilmung von Werner Herzog, der hier neben der Hommage an sein Vorbild Murnau konsequent die im eigenen Werk angelegte Außenseiterthematik und seine romantische Naturauffassung auf einem hohen formalen Niveau weiterverfolgt. Herausragend: Klaus Kinski in der Titelrolle.“

## Trivia
Der Autor und Biologe Maarten ’t Hart erzählte 2010 in der niederländischen Fernsehsendung „Zomergasten“ über seine Mitwirkung als Rattenexperte beim Film. Gemäß ’t Hart wurden entgegen seiner Empfehlung 12.000 Ratten aus Ungarn in die Niederlande verfrachtet, wo eine Pestszene gedreht werden sollte. Entsetzt stellte ’t Hart fest, dass die Tiere auf der dreitägigen Reise weder mit Essen noch mit Trinken versorgt worden waren und sich deshalb gegenseitig auffraßen. Da die Ratten weiß und nicht wie von Herzog gewünscht schwarz waren, habe der Regisseur sie färben lassen. Für diesen Prozess seien die Tiere in kochendes Wasser getaucht worden, wobei ungefähr die Hälfte umkam. ’t Hart habe sich daraufhin vom Projekt zurückgezogen. In der Sendung bezeichnete er das Vorgehen Herzogs als „unmoralisch“. Für das Drehteam um Regisseur Herzog verursachte der Transport der bestellten Ratten von Ungarn nach Delft durch die verschiedenen Grenzen, die damals in Europa noch bestanden, verbunden mit den Zollkontrollen einen immensen organisatorischen Aufwand. Da die Stadt Delft gerade erst eine Rattenplage überwunden hatte, erhielt die Filmcrew nur mit äußerster Mühe eine Genehmigung dafür, mitgebrachte Ratten für die Dreharbeiten in die Stadt einzuführen. Deshalb mussten für den Dreh vorsorglich alle Gullydeckel und Hauseingänge gegen die Filmratten abgedichtet werden.